# Enzo Wouters
Enzo Wouters (21 de marzo de 1996) es un ciclista belga que fue profesional entre 2017 y 2021.

## Palmarés
No consiguió ninguna victoria como profesional.

## Equipos
- Lotto Soudal[2] (2017-2019)
- Tarteletto-Isorex[3] (2020-2021)